# Benoît Charette (journaliste)
Pour les articles homonymes, voir Benoît Charette et Charette.
Benoît Charette est un journaliste québécois spécialisé en automobile. Il est copropriétaire , fondateur et rédacteur en chef de L'Annuel de l'automobile depuis 2002. et l'Annuel de l'auto d'occasion de puis 2012 
Il produit des textes sur l’automobile depuis plus de 24 ans. Il est aussi invité comme spécialiste à la télévision de Radio-Canada et pour le groupe Cogeco. 
Il coanime aussi depuis cinq ans les Légendes de la route sur Historia en compagnie de José Gaudet.